# Filodes fulvidorsalis
Filodes fulvidorsalis is een vlinder uit de familie van de grasmotten (Crambidae), uit de onderfamilie van de Spilomelinae. De wetenschappelijke naam voor deze soort is voor het eerst voorgesteld als Pinacia fulvidorsalis door Jacob Hübner in een publicatie van Carl Geyer uit 1832.

## Verspreiding
De soort komt voor in India, Sri Lanka, Bhutan, Bangladesh, China, Myanmar, Vietnam, Thailand, Cambodia, Taiwan, de Filipijnen, Maleisië, Indonesië (Java) en Japan.

## Waardplanten
De rups leeft op Thunbergia alata, Thunbergia coccinea, Thunbergia grandiflora (Acanthaceae).